# Mosjøen

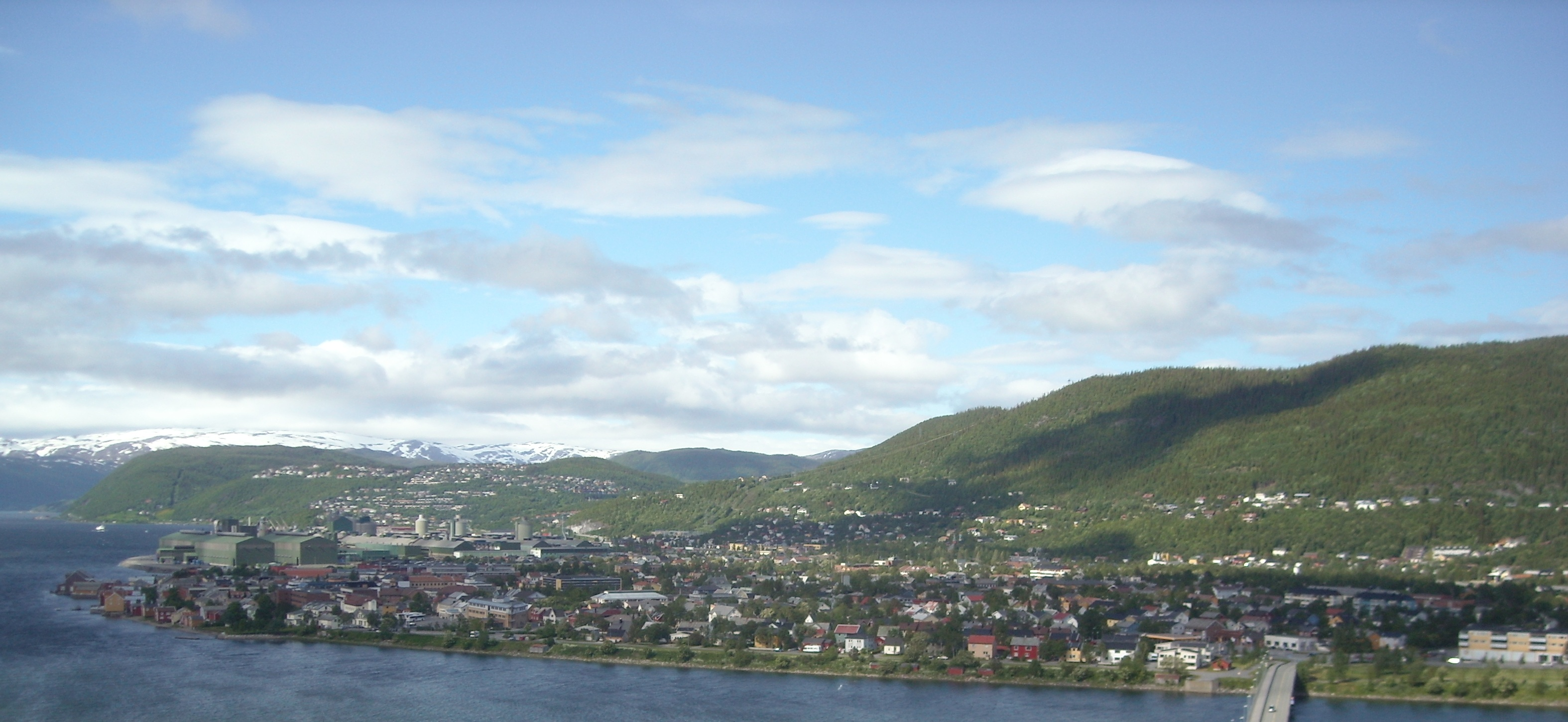
Os bairros centrais de Mosjøen

Mosjøen pronúnciaⓘ (Lapão meridional: Mussere) é uma cidade e dantes uma municipalidade urbana na municipalidade Vefsn na região Helgeland no condado Norlândia, Noruega. O número de habitantes desta cidade est 9 580 (2012).